# پیست اتومبیل‌رانی سوچی
پیست سوچی (به روسی: Сочи Автодром)، که با نام‌های پیست خیابانی بین‌المللی سوچی و پیست پارک المپیک سوچی نیز شناخته می‌شود، یک میدان مسابقه دائمی فرمول یک است که در سوچی، کراسنودار، در کشور روسیه قرار دارد. از این پیست برای برگزاری جایزه بزرگ روسیه، که یکی از سری گراند پری‌های مسابقات قهرمانی جهان فرمول یک است. پیست اتومبیل‌رانی سوچی گنجایش کافی برای میزبانی ۵۵٬۰۰۰ نفر تماشاگر را دارد.
پیکربندی کنونی این پیست از ۱۸ پیچ تشکیل شده و طول آن برابر با ۵٫۸۴۸ کیلومتر (۳٫۶۳۴ مایل) است.